# 16 août aux Jeux olympiques d'été de 2016
Le mardi 16 août aux Jeux olympiques d'été de 2016 est le quatorzième jour de compétition.

## Programme
| Heure UTC-3 (Rio de Janeiro)                  |               |
| bleu                                          | Cérémonie     |
| neutre                                        | Épreuve       |
| or                                            | Finale        |
| orange                                        | Petite finale |
| rose                                          | Reporté       |
| gris                                          | Annulé        |
| Compétition masculine                         | Hommes        |
| Compétition féminine                          | Femmes        |
| Compétition mixte (hommes et femmes mélangés) | Mixte         |
| Compétition en couple (1 homme et 1 femme)    | Couple        |
| modifier                                      |               |

| Horaire | Discipline Spécialité | Discipline Spécialité                          | Discipline Spécialité                         | Phase                         | Résultats                                                                                             | Références |
| ------- | --------------------- | ---------------------------------------------- | --------------------------------------------- | ----------------------------- | --- | ---------- |
| 8 h     |                       | Natation 10 km en eau libre                    | Compétition hommes                            | Finale                        | Ferry Weertman · Spyridon Gianniotis · Marc-Antoine Olivier                                           | -          |
| 8 h 30  |                       | Badminton Double                               | Compétition hommes                            | Demi-finales                  | - | -          |
| 8 h 30  |                       | Badminton Double                               | Compétition femmes                            | Demi-finales                  | - | -          |
| 9 h     |                       | Canoë-kayak (course en ligne) K1 - 1000 mètres | Compétition hommes                            | Finale                        | Sebastian Brendel · Isaquias Queiroz · Serghei Tarnovschi                                             |            |
| 9 h     |                       | Canoë-kayak (course en ligne) K1 - 1000 mètres | Compétition hommes                            | Finale                        | Marcus Walz · Josef Dostál · Roman Anoshkin                                                           |            |
| 9 h     |                       | Canoë-kayak (course en ligne) K1 - 200 mètres  | Compétition femmes                            | Finale                        | Lisa Carrington · Marta Walczykiewicz · Inna Osypenko-Radomska                                        |            |
| 9 h     |                       | Canoë-kayak (course en ligne) K2 - 500 mètres  | Compétition femmes                            | Finale                        | Gabriella Szabó et Danuta Kozák · Franziska Weber et Tina Dietze · Karolina Naja et Beata Mikołajczyk | -          |
| 9 h 30  |                       | Athlétisme 5 000 mètres                        | Compétition femmes                            | 1er tour                      | - | -          |
| 9 h 45  |                       | Athlétisme Saut à la perche                    | Compétition femmes                            | Qualifications                | - | -          |
| 9 h 50  |                       | Athlétisme Triple saut                         | Compétition hommes                            | Finale                        | Christian Taylor · Will Claye · Dong Bin                                                              |            |
| 10 h    |                       | Cyclisme sur piste Vitesse individuelle        | Compétition femmes                            | Quarts de finale (course 1)   | - | -          |
| 10 h    |                       | Handball Tournoi féminin                       | Compétition femmes                            | Quart de finale               | Brésil 23-32 Pays-Bas                                                                                 |            |
| 10 h    |                       | Lutte Gréco-romaine (-66 kg)                   | Compétition hommes                            | Tours éliminatoires           | - | -          |
| 10 h    |                       | Lutte Gréco-romaine (-98 kg)                   | Compétition hommes                            | Tours éliminatoires           | - | -          |
| 10 h    |                       | Plongeon Tremplin à 3 mètres                   | Compétition hommes                            | Demi-finale                   | - | -          |
| 10 h    |                       | Volley-ball Tournoi féminin                    | Compétition femmes                            | Quart de finale               | Corée du Sud 1-3 Pays-Bas                                                                             |            |
| 10 h 20 |                       | Cyclisme sur piste Keirin                      | Compétition hommes                            | Séries                        | - | -          |
| 10 h 30 |                       | Athlétisme 1 500 mètres                        | Compétition hommes                            | 1er tour                      | - | -          |
| 10 h 40 |                       | Cyclisme sur piste Vitesse individuelle        | Compétition femmes                            | Quarts de finale (course 2)   | - | -          |
| 10 h 55 |                       | Cyclisme sur piste Omnium                      | Compétition femmes                            | 500 m contre-la-montre        | - | -          |
| 11 h    |                       | Basket-ball Tournoi féminin                    | Compétition femmes                            | Quart de finale               | Australie 71-73 Serbie                                                                                |            |
| 11 h    |                       | Boxe Poids mouches (−51 kg)                    | Compétition femmes                            | Quart de finale               | - |            |
| 11 h    |                       | Boxe Poids coq (−56 kg)                        | Compétition hommes                            | Quart de finale               | - |            |
| 11 h    |                       | Boxe Poids super-légers (−64 kg)               | Compétition hommes                            | Quart de finale               | - |            |
| 11 h    |                       | Boxe Poids mi-lourds (−81 kg)                  | Compétition hommes                            | Demi-finale                   | - |            |
| 11 h    |                       | Boxe Poids super-lourds (+91 kg)               | Compétition hommes                            | Quart de finale               | - |            |
| 11 h    |                       | Tennis de table Par équipes                    | Compétition femmes                            | Petite finale                 | Singapour 1-3 Japon                                                                                   |            |
| 11 h 5  |                       | Athlétisme 100 mètres haies                    | Compétition femmes                            | 1er tour                      | - | -          |
| 11 h 20 |                       | Athlétisme Lancer du disque                    | Compétition femmes                            | Finale                        | Sandra Perković · Mélina Robert-Michon · Denia Caballero                                              |            |
| 11 h 20 |                       | Cyclisme sur piste Vitesse individuelle        | Compétition femmes                            | Quarts de finale (course 3)   | - | -          |
| 11 h 25 |                       | Cyclisme sur piste Keirin                      | Compétition hommes                            | Repêchages des séries         | - | -          |
| 11 h 45 |                       | Cyclisme sur piste Vitesse individuelle        | Compétition femmes                            | Course pour les places 5 à 8  | - | -          |
| 11 h 50 |                       | Athlétisme 200 mètres                          | Compétition hommes                            | 1er tour                      | - | -          |
| 12 h    |                       | Hockey sur gazon Tournoi masculin              | Compétition hommes                            | Demi-finale                   | Argentine 5-2 Allemagne                                                                               |            |
| 13 h    |                       | Football Tournoi féminin                       | Compétition femmes                            | Demi-finale                   | Brésil 0-0 ap (3-4 tab) Suède                                                                         |            |
| 13 h    |                       | Voile Finn                                     | Compétition hommes                            | Finale                        | Giles Scott · Vasilij Žbogar · Caleb Paine                                                            |            |
| 13 h    |                       | Voile 49er                                     | Compétition hommes                            | Manche 10                     | - | -          |
| 13 h    |                       | Voile 49er FX                                  | Compétition femmes                            | Manche 10                     | - | -          |
| 13 h 30 |                       | Handball Tournoi féminin                       | Compétition femmes                            | Quart de finale               | Espagne 26-27ap France                                                                                |            |
| 14 h    |                       | Gymnastique artistique Barres parallèles       | Compétition hommes                            | Finale                        | Oleg Verniaiev · Danell Leyva · David Belyavskiy                                                      |            |
| 14 h    |                       | Natation synchronisée Duo                      | Compétition femmes                            | Finale                        | Natalia Ishchenko, Svetlana Romashina · Huang Xuechen, Sun Wenyan · Yukiko Inui, Risako Mitsui        |            |
| 14 h    |                       | Volley-ball Tournoi féminin                    | Compétition femmes                            | Quart de finale               | Japon 0-3 États-Unis                                                                                  |            |
| 14 h 30 |                       | Basket-ball Tournoi féminin                    | Compétition femmes                            | Quart de finale               | Espagne 64-62 Turquie                                                                                 |            |
| 14 h 30 |                       | Voile 49er                                     | Compétition hommes                            | Manche 11                     | - | -          |
| 14 h 30 |                       | Voile 49er FX                                  | Compétition femmes                            | Manche 11                     | - | -          |
| 14 h 30 |                       | Voile Nacra 17                                 | Compétition en couple (1 homme et 1 femme)    | Finale                        | Santiago Lange, Cecilia Carranza Saroli · Jason Waterhouse, Lisa Darmanin · Thomas Zajac, Tanja Frank |            |
| 14 h 45 |                       | Gymnastique artistique Sol                     | Compétition femmes                            | Finale                        | Simone Biles · Aly Raisman · Amy Tinkler                                                              |            |
| 15 h    |                       | Équitation Saut d'obstacles par équipes        | Compétition mixte (hommes et femmes ensemble) | 1re manche                    | - | -          |
| 15 h 30 |                       | Gymnastique artistique Barre fixe              | Compétition hommes                            | Finale                        | Fabian Hambüchen · Danell Leyva · Nile Wilson                                                         |            |
| 15 h 30 |                       | Haltérophilie Plus de 105 kg                   | Compétition hommes                            | Groupe B                      | - | -          |
| 16 h    |                       | Beach-volley Tournoi féminin                   | Compétition femmes                            | Demi-finales                  | - | -          |
| 16 h    |                       | Cyclisme sur piste Vitesse individuelle        | Compétition femmes                            | Demi-finales (course 1)       | - | -          |
| 16 h    |                       | Football Tournoi féminin                       | Compétition femmes                            | Demi-finale                   | Canada 0-2 Allemagne                                                                                  |            |
| 16 h    |                       | Lutte Gréco-romaine (-66 kg)                   | Compétition hommes                            | Repêchages                    | - | -          |
| 16 h    |                       | Lutte Gréco-romaine (-98 kg)                   | Compétition hommes                            | Repêchages                    | - | -          |
| 16 h    |                       | Lutte Gréco-romaine (-66 kg)                   | Compétition hommes                            | Finale                        | Davor Štefanek · Migran Arutyunyan · Rəsul Çunayev et Shmagi Bolkvadze                                |            |
| 16 h    |                       | Lutte Gréco-romaine (-98 kg)                   | Compétition hommes                            | Finale                        | Artur Aleksanyan · Yasmany Lugo Cabrera · Ghasem Rezaei et Cenk İldem                                 |            |
| 16 h    |                       | Voile 49er                                     | Compétition hommes                            | Manche 12                     | - | -          |
| 16 h    |                       | Voile 49er FX                                  | Compétition femmes                            | Manche 12                     | - | -          |
| 16 h 10 |                       | Cyclisme sur piste Omnium                      | Compétition femmes                            | Tour lancé                    | - | -          |
| 16 h 35 |                       | Cyclisme sur piste Vitesse individuelle        | Compétition femmes                            | Demi-finales (course 2)       | - | -          |
| 16 h 45 |                       | Cyclisme sur piste Keirin                      | Compétition hommes                            | Demi-finales                  | - | -          |
| 16 h 55 |                       | Cyclisme sur piste Vitesse individuelle        | Compétition femmes                            | Demi-finales (course 3)       | - | -          |
| 17 h    |                       | Boxe Poids mouches (−51 kg)                    | Compétition femmes                            | Quart de finale               | - |            |
| 17 h    |                       | Boxe Poids coq (−56 kg)                        | Compétition hommes                            | Quart de finale               | - |            |
| 17 h    |                       | Boxe Poids légers (−60 kg)                     | Compétition hommes                            | Finale                        | Robson Conceição · Sofiane Oumiha · Lázaro Álvarez et Dorjnyambuu Otgondalai                          |            |
| 17 h    |                       | Boxe Poids super-légers (−64 kg)               | Compétition hommes                            | Quart de finale               | - |            |
| 17 h    |                       | Boxe Poids mi-lourds (−81 kg)                  | Compétition hommes                            | Demi-finale                   | - |            |
| 17 h    |                       | Boxe Poids super-lourds (+91 kg)               | Compétition hommes                            | Quart de finale               | - |            |
| 17 h    |                       | Handball Tournoi féminin                       | Compétition femmes                            | Quart de finale               | Norvège 33-20 Suède                                                                                   |            |
| 17 h    |                       | Hockey sur gazon Tournoi masculin              | Compétition hommes                            | Demi-finale                   | Belgique 3-1 Pays-Bas                                                                                 |            |
| 17 h 5  |                       | Cyclisme sur piste Omnium                      | Compétition femmes                            | Course aux points 25 km       | - | -          |
| 17 h 5  |                       | Cyclisme sur piste Omnium                      | Compétition femmes                            | Finale                        | Laura Trott · Sarah Hammer · Jolien D'Hoore                                                           |            |
| 17 h 30 |                       | Badminton Simple                               | Compétition femmes                            | Quarts de finale              | - | -          |
| 17 h 30 |                       | Badminton Double mixte                         | Compétition mixte (hommes et femmes ensemble) | Petite finale                 | Zhang / Zhao 21-7, 21-11 Xu / Ma                                                                      |            |
| 17 h 45 |                       | Cyclisme sur piste Vitesse individuelle        | Compétition femmes                            | Finale (course 1)             | - | -          |
| 18 h    |                       | Plongeon Tremplin à 3 mètres                   | Compétition hommes                            | Finale                        | Cao Yuan · Jack Laugher · Patrick Hausding                                                            | -          |
| 18 h    |                       | Volley-ball Tournoi féminin                    | Compétition femmes                            | Quart de finale               | Russie 0-3 Serbie                                                                                     |            |
| 18 h 5  |                       | Cyclisme sur piste Vitesse individuelle        | Compétition femmes                            | Finale (course 2)             | - | -          |
| 18 h 15 |                       | Cyclisme sur piste Keirin                      | Compétition hommes                            | Course pour les places 7 à 12 | - | -          |
| 18 h 20 |                       | Cyclisme sur piste Keirin                      | Compétition hommes                            | Finale                        | Jason Kenny · Matthijs Büchli · Azizulhasni Awang                                                     |            |
| 18 h 25 |                       | Cyclisme sur piste Vitesse individuelle        | Compétition femmes                            | Finale                        | Kristina Vogel · Becky James · Katy Marchant                                                          |            |
| 18 h 45 |                       | Basket-ball Tournoi féminin                    | Compétition femmes                            | Quart de finale               | États-Unis 110-64 Japon                                                                               |            |
| 19 h    |                       | Haltérophilie Plus de 105 kg                   | Compétition hommes                            | Groupe A                      | - | -          |
| 19 h    |                       | Haltérophilie Plus de 105 kg                   | Compétition hommes                            | Finale                        | Lasha Talakhadze · Gor Minasyan · Irakli Turmanidze                                                   |            |
| 19 h 30 |                       | Tennis de table Par équipes                    | Compétition femmes                            | Finale                        | Chine 3-0 Chine                                                                                       |            |
| 20 h 30 |                       | Athlétisme Saut en hauteur                     | Compétition hommes                            | Finale                        | Derek Drouin · Mutaz Essa Barshim · Bohdan Bondarenko                                                 |            |
| 20 h 30 |                       | Handball Tournoi féminin                       | Compétition femmes                            | Quart de finale               | Angola 27-31 Russie                                                                                   |            |
| 20 h 35 |                       | Athlétisme Lancer du javelot                   | Compétition femmes                            | Qualifications (groupe A)     | - | -          |
| 20 h 40 |                       | Athlétisme 110 mètres haies                    | Compétition hommes                            | Demi-finales                  | - | -          |
| 21 h 5  |                       | Athlétisme Saut en longueur                    | Compétition femmes                            | Qualifications                | - | -          |
| 21 h 10 |                       | Athlétisme 400 mètres haies                    | Compétition femmes                            | Demi-finales                  | - | -          |
| 21 h 35 |                       | Athlétisme 400 mètres haies                    | Compétition hommes                            | Demi-finales                  | - | -          |
| 21 h 50 |                       | Athlétisme Lancer du javelot                   | Compétition femmes                            | Qualifications (groupe B)     | - | -          |
| 22 h    |                       | Athlétisme 200 mètres                          | Compétition femmes                            | Demi-finales                  | - | -          |
| 22 h 15 |                       | Basket-ball Tournoi féminin                    | Compétition femmes                            | Quart de finale               | France 68-63 Canada                                                                                   |            |
| 22 h 15 |                       | Volley-ball Tournoi féminin                    | Compétition femmes                            | Quart de finale               | Brésil 2-3 Chine                                                                                      |            |
| 22 h 30 |                       | Athlétisme 1 500 mètres                        | Compétition femmes                            | Finale                        | Faith Kipyegon · Genzebe Dibaba · Jennifer Simpson                                                    |            |
| 22 h 45 |                       | Athlétisme 110 mètres haies                    | Compétition hommes                            | Finale                        | Omar McLeod · Orlando Ortega · Dimitri Bascou                                                         |            |
| 23 h    |                       | Beach-volley Tournoi masculin                  | Compétition hommes                            | Demi-finales                  | - | -          |

## Tableau des médailles provisoire
Tableau des médailles des Jeux olympiques d'été de 2016 après les finales du 16 août :
- Pays organisateur (Brésil)

| Rang  | Nation                           | Or  | Argent | Bronze | Total |
| ----- | -------------------------------- | --- | ------ | ------ | ----- |
| 1     | États-Unis                       | 28  | 28     | 28     | 84    |
| 2     | Grande-Bretagne                  | 19  | 19     | 11     | 49    |
| 3     | Chine                            | 17  | 15     | 18     | 50    |
| 4     | Russie                           | 12  | 12     | 14     | 38    |
| 5     | Allemagne                        | 9   | 8      | 7      | 24    |
| 6     | Italie                           | 8   | 9      | 6      | 23    |
| 7     | Australie                        | 8   | 7      | 9      | 24    |
| 8     | Pays-Bas                         | 8   | 3      | 3      | 14    |
| 9     | France                           | 7   | 11     | 9      | 27    |
| 10    | Japon                            | 7   | 4      | 20     | 31    |
| 11    | Corée du Sud                     | 6   | 3      | 5      | 14    |
| 12    | Hongrie                          | 6   | 3      | 4      | 13    |
| 13    | Espagne                          | 4   | 1      | 2      | 7     |
| 14    | Brésil                           | 3   | 4      | 4      | 11    |
| 15    | Kenya                            | 3   | 3      | 0      | 6     |
| 16    | Canada                           | 3   | 2      | 9      | 14    |
| 17    | Croatie                          | 3   | 2      | 0      | 5     |
| 18    | Jamaïque                         | 3   | 0      | 2      | 5     |
| 19    | Nouvelle-Zélande                 | 2   | 5      | 1      | 8     |
| 20    | Kazakhstan                       | 2   | 3      | 5      | 10    |
| 21    | Corée du Nord                    | 2   | 3      | 2      | 7     |
| 22    | Cuba                             | 2   | 2      | 4      | 8     |
| 23    | Pologne                          | 2   | 2      | 2      | 6     |
| 24    | Colombie                         | 2   | 2      | 0      | 4     |
| 25    | Belgique                         | 2   | 1      | 2      | 5     |
| 25    | Suisse                           | 2   | 1      | 2      | 5     |
| 27    | Grèce                            | 2   | 1      | 1      | 4     |
| 27    | Thaïlande                        | 2   | 1      | 1      | 4     |
| 29    | Argentine                        | 2   | 1      | 0      | 3     |
| 30    | Ouzbékistan                      | 2   | 0      | 4      | 6     |
| 31    | Iran                             | 2   | 0      | 2      | 4     |
| 32    | Afrique du Sud                   | 1   | 5      | 0      | 6     |
| 33    | Ukraine                          | 1   | 4      | 2      | 7     |
| 34    | Suède                            | 1   | 4      | 1      | 6     |
| 35    | Danemark                         | 1   | 3      | 5      | 9     |
| 36    | Arménie                          | 1   | 3      | 0      | 4     |
| 37    | Biélorussie                      | 1   | 2      | 2      | 5     |
| 38    | Slovénie                         | 1   | 2      | 1      | 4     |
| 39    | République tchèque               | 1   | 1      | 5      | 7     |
| 40    | Éthiopie                         | 1   | 1      | 3      | 5     |
| 40    | Géorgie                          | 1   | 1      | 3      | 5     |
| 42    | Roumanie                         | 1   | 1      | 2      | 4     |
| 43    | Bahreïn                          | 1   | 1      | 0      | 2     |
| 43    | Slovaquie                        | 1   | 1      | 0      | 2     |
| 43    | Viêt Nam                         | 1   | 1      | 0      | 2     |
| 46    | Taipei chinois                   | 1   | 0      | 2      | 3     |
| 47    | Athlètes olympiques indépendants | 1   | 0      | 1      | 2     |
| 48    | Bahamas                          | 1   | 0      | 0      | 1     |
| 48    | Fidji                            | 1   | 0      | 0      | 1     |
| 48    | Kosovo                           | 1   | 0      | 0      | 1     |
| 48    | Porto Rico                       | 1   | 0      | 0      | 1     |
| 48    | Serbie                           | 1   | 0      | 0      | 1     |
| 48    | Singapour                        | 1   | 0      | 0      | 1     |
| 54    | Azerbaïdjan                      | 0   | 2      | 3      | 5     |
| 55    | Turquie                          | 0   | 2      | 1      | 3     |
| 56    | Indonésie                        | 0   | 2      | 0      | 2     |
| 56    | Irlande                          | 0   | 2      | 0      | 2     |
| 58    | Lituanie                         | 0   | 1      | 2      | 3     |
| 59    | Malaisie                         | 0   | 1      | 1      | 2     |
| 59    | Mongolie                         | 0   | 1      | 1      | 2     |
| 61    | Algérie                          | 0   | 1      | 0      | 1     |
| 61    | Grenade                          | 0   | 1      | 0      | 1     |
| 61    | Philippines                      | 0   | 1      | 0      | 1     |
| 61    | Qatar                            | 0   | 1      | 0      | 1     |
| 61    | Venezuela                        | 0   | 1      | 0      | 1     |
| 65    | Norvège                          | 0   | 0      | 3      | 3     |
| 66    | Égypte                           | 0   | 0      | 2      | 2     |
| 66    | Israël                           | 0   | 0      | 2      | 2     |
| 68    | Autriche                         | 0   | 0      | 1      | 1     |
| 68    | Émirats arabes unis              | 0   | 0      | 1      | 1     |
| 68    | Kirghizistan                     | 0   | 0      | 1      | 1     |
| 68    | Moldavie                         | 0   | 0      | 1      | 1     |
| 68    | Portugal                         | 0   | 0      | 1      | 1     |
| 68    | Tunisie                          | 0   | 0      | 1      | 1     |
| Total | Total                            | 202 | 202    | 225    | 629   |